# 日系社会青年海外協力隊
日系社会青年海外協力隊（にっけいしゃかいせいねんかいがいきょうりょくたい、英: Japan Overseas Cooperation Volunteers for Nikkei Communities）とは、外務省所管の独立行政法人国際協力機構 (JICA) が行う海外ボランティア派遣制度である。中南米の日系人社会を対象とする。

## 概要
1996年に国際協力事業団（後の国際協力機構）の海外ボランティアの一環として、中南米の日系人社会の支援を目的とした日系社会青年ボランティア (Youth Volunteers for Nikkei Communities, NJV) として発足。2018年に現在の日系社会青年海外協力隊に改称された。2018年3月末現在までに中南米9ヶ国、計1,417名の隊員が派遣されている。
日系社会青年ボランティアは元々20～39歳を対象とした制度で、かつては同時に発足した日系社会シニア・ボランティアがより高い年齢層を対象としていた。しかし、2018年の改称時に年齢による区分は廃止され、以後は年齢に関係なく幅広い案件を扱う制度となっている（ただし46歳以上は日系社会海外協力隊と呼称される）。
処遇等は基本的に青年海外協力隊と同様である。活動対象が中南米の日系人社会であるため、職種には日本語教師や日本文化を伝えるものが多く見受けられる。また募集定員も青年海外協力隊の約800名（一募集期当り）に対し、約50名（一募集期当り）と少ない。

## 活動内容
募集期によって職種や要請内容は変化する。
- 日系日本語学校教師  幼稚園教諭  野球
- PCインストラクター  司書・学芸員 栄養士
- 社会学・文化人類学  学校運営アドヴァイザー

## 採用試験
応募資格は、日本国籍を持つ20歳以上の、心身ともに健康な者。募集時期は4月の春募集と10月の秋募集の年2回。平成18年度秋募集より、一次試験及び二次試験の内容が大幅に変更となった。 

### 一次試験
全て書類審査。
- 技術審査
- 語学力審査
- 健康診断

### 二次試験
東京で実施。
- 面接 - 職種によって実技試験や作品の提出がある。
- 健康診断 - 必要な場合のみ。

試験は青年海外協力隊の試験と同時に行われる。

## 待遇

### 訓練
派遣前訓練はかつてはJICA国内機関のJICA横浜で行われていたが、現在は駒ケ根青年海外協力隊訓練所で行われている。
訓練中の食費、宿泊費等はかからない。

### 派遣後
原則として派遣期間は2年間で、現在のところ任期延長は1年まで。生活費、医療費、渡航費などは支給される。ただし、生活費は派遣国の物価などを考慮し、生活に最低限必要と思われる金額になっており、国によって異なる。家族等の同伴はできないため、単身赴任となる。